# Teach for America
Teach for America (TFA) est une organisation à but non lucratif américaine de type 501c fondée par Wendy Kopp en 1989 et qui se présente comme « un réseau varié de chefs qui affrontent les inégalités en matière d'éducation en enseignant pendant au moins deux ans et en travaillant ensuite avec un dévouement sans faille, dans tous les secteurs de la société, pour créer une nation libérée de cette injustice ». L'association sélectionne et recrute de jeunes diplômés qu'elle forme durant une école d'été de quelques semaines avant de les envoyer enseigner dans des écoles défavorisées pour des contrats à durée déterminée de deux ans. L'association connaît une forte expansion dans les années 1990-2010. Elle fait l'objet de critiques croissantes au cours de la même période, en particulier à partir de 2013.

## Histoire
Teach for America est fondée en 1989 par Wendy Kopp. Elle recrute 100 étudiants à temps partiel issus de 100 universités pour la première session de recrutement de l'association. Les premiers enseignants recrutés, au nombre de 489, sont formés à l'été 1990 et commencent en septembre dans plusieurs États, à New York, Los Angeles, l'Est de la Caroline du Nord, le sud de la Louisiane, et les zones rurales de la Géorgie. L'association devient membre du programme AmeriCorps à son lancement en 1993 sous la présidence de Bill Clinton. En 1994, l'association dit avoir formé 45 000 étudiants. L'association se dote en 1995 d'un conseil d'administration à l'échelle nationale dont Susan Lehmann est la première présidente. L'an 2000 voit Teach for America lancer un plan d'expansion visant à doubler sa taille et à s'étendre dans 20 nouvelles régions.
En 2007, Wendy Kopp fonde l'association Teach for All, organisme-cadre destiné à superviser des associations nationales dans d'autres pays que les États-Unis et à coordonner leurs actions.
Les années suivant la crise financière de 2008 voient le recrutement de Teach for America augmenter significativement, l'association attirant de nombreux jeunes diplômés des secteurs des affaires et de la finance qui peinent plus qu'avant à obtenir un emploi.
Wendy Kopp, fondatrice de l'association, quitte le rôle de PDG en 2013 pour prendre la tête de Teach for All. Matthew Kramer et Elisa Villanueva Beard se partagent alors le rôle de co-PDG jusqu'en 2015 où Elisa Villanueva Beard reste seule PDG de Teach for America.
En 2014, l'association indique qu'environ 1 000 anciens enseignants de Teach for America ont obtenu des postes à responsabilité dans les sphères de l'éducation, en tant que directeurs, principaux ou proviseurs ou dans l'administration du système éducatif.
En 2014 et 2015, après 15 ans de recrutement à la hausse, le nombre de diplômés recruté commence à baisser ; cette baisse est d'environ 10% en 2015. Deux sites d'entraînement de l'association sont fermés, à New York et Los Angeles.

## Activités
Teach for America recrute de jeunes diplômés en vue de les former à l'enseignement au cours d'une école d'été, puis de les envoyer enseigner dans des établissements de régions défavorisées, pendant une durée minimale de deux ans. La procédure de recrutement est sélective. Le taux d'acceptation était de 15 % en 2008, 12 % en 2010, 11 % en 2011.

## Financement
En 2012, Nate Snow, directeur exécutif de Teach for America, indique que l'organisation est financée « par le milieu des affaires, par des personnes privés et par d'autres contributeurs qui soutiennent sa mission ».
La famille Walton est donatrice régulière depuis 1993 et a annoncé un investissement de 50 millions de dollars dans l'association par le biais de la Walton Family Foundation le 4 novembre 2015, avec pour but de former environ 4000 membres au cours de la période 2015-2018. Arthur et Toni Rembe Rock figurent également parmi les mécènes de longue date de l'association avec un montant total de dons d'environ 5 millions de dollars entre la création de l'association et l'année 2015.
Un fonds de dotation (endownment fund) est démarré en 2011 avec pour premier mécène la Eli and Edythe Broad Foundation, fondation dirigée par le milliardaire américain Eli Broad. La fondation fait un don de 25 millions de dollars et émet un appel à dons, invitant d'autres mécènes à imiter et à égaler son don. Trois autres mécènes, la Laura and John Arnold Foundation, la Robertson Foundation et Steve Mandel, donnent chacun 25 autres millions de dollars, pour un fonds de dotation total de 100 millions de dollars.
En 2015, Teach for America reçoit de l'argent de sponsors privés comme la Wells Fargo, Comcast et NBCUniversal, des dons de donateurs habitués des associations caritatives comme la famille Walton, et de fondations dirigées par des milliardaires comme John D. Arnold et Eli Broad. Ses revenus pour 2015 s'élèvent à 196,2 millions de dollars américains.
En juillet 2019, le site de l'association indique qu'environ 71% de ses ressources financières proviennent de sources privées et 29% de fonds publics.

## Accueil et critiques
Le travail de Teach for America a suscité des réactions de plus en plus contrastées au fil du temps.

### Éloges
Du côté des avis favorables, certains chefs d'administration d'écoles publiques américaines reconnaissent une dette envers l'association pour endiguer les difficultés de recrutement des enseignants dans les régions pauvres. En 2015, dans le comté de Warren en Caroline du Nord, une région très défavorisée, un enseignant sur cinq provient de Teach for America. Le surintendant des écoles du comté, Ray Spain, indique : « Si nous ne les avions pas, nous aurions réellement de très sérieux problèmes »,.

### Controverses autour du principe et de son efficacité
Parmi les critiques de l'association, beaucoup portent sur son principe même : envoyer de jeunes diplômés d'une vingtaine d'années dans des classes difficiles après à peine quelques semaines de formation. Des syndicats d'enseignants, des écoles de formation d'enseignants et des décideurs ont argué que cela ne suffisait pas à faire une différence. Plusieurs anciens membres de Teach for America ont adressé la même critique à l'association. Dans The Crimson en 2005, Henry Seton, tout en reconnaissant au programme des qualités par ailleurs, lui fait principalement ce reproche. Emma Lind, en février 2013, est du même avis. Dans une tribune publiée en septembre 2013, Olivia Blanchard, ancienne enseignante formée par TFA, indique que les cinq semaines de formation en école d'été fournies par l'association restaient largement insuffisantes pour la préparer à faire face à une classe de 20 élèves turbulents et en grande difficulté, le tout avec un salaire de débutante. Dans un article publié la même année, Sandra Korn rapporte que parmi les étudiants d'Harvard, dont elle provient, l'avis qui prévaut est que l'association prépare très insuffisamment les futurs enseignants. Un article du Harvard Magazine à la fin de la même année rapportait que l'association avait des partisans et des adversaires, les uns et les autres farouches, au sein du campus d'Harvard, et que son principe y était très discuté.
Une étude publiée dans Mathematica Policy Research en mars 2015 ne trouve aucune différence significative dans les résultats aux contrôles des élèves ayant bénéficié de l'enseignement de professeurs formés par Teach for America et dans ceux des élèves n'en ayant pas bénéficié. L'étude révèle également que les enseignants de Teach for America montrent une plus grande souffrance au travail,.

### Critiques des effets négatifs sur le système éducatif public
Teach for America a également été accusé d'œuvrer à la destruction du système éducatif public américain. Kenzo Shibata, en 2013, analyse les actions de l'association à Chicago et observe qu'en raison des coupes budgétaires sévères subies par le secteur de l'éducation, la ville est passée d'une situation de manque d'enseignants à une situation de surplus d'enseignants par rapport au nombre de postes disponibles. En théorie, cela rendait inutile tout recours à Teach for America, mais dans les faits les contrats avec TFA se sont multipliés, remplaçant des enseignants expérimentés qui se retrouvaient au chômage par de jeunes diplômés inexpérimentés. L'auteur remarque : « Teach for America voulait aider à endiguer un manque d'enseignants. Alors pourquoi des milliers d'éducateurs expérimentés sont-ils en train d'être remplacés par des centaines d'étudiants diplômés néophytes ? »,. Sandra Korn, dans un article paru en octobre 2013, déclare que l'association « sabote le système éducatif public américain dans ses fondements mêmes en l'incitant à remplacer des professeurs expérimentés ayant fait carrière par un modèle néolibéral d'éducateurs interchangeables et de contrôle standardisé. Si TFA avait l'intention de placer des étudiants dans des écoles qui souffrent d'un nombre insuffisant d'enseignants, l'association a dévié très loin de son objectif originel ». En juillet 2013, lors du colloque annuel sur l'éducation à Chicago Free Minds/Free People, un groupe d'enseignants et d'anciens membres de l'association organise un sommet intitulé « Organiser la résistance à Teach form America et à son rôle dans la privatisation » (« Organizing Resistance Against Teach for America and its Role in Privatization »).

### Critiques d'anciens membres
D'anciens membres de Teach for America publient en 2015 un volume de témoignages, Teach For America Counter-Narratives : Alumni Speak Up and Speak Out, qui regroupe des récits d'anciens membres couvrant les 25 premières années d'activité de l'association et formulent des critiques classées en trois grandes parties portant sur la procédure de recrutement, l'approche de la diversité adoptée par l'association et ses réactions aux critiques,,,.

### Polémique à Oakland en 2019
L'association est au centre d'une polémique en février 2019 : dans un contexte de possible grève des enseignants à Oakland, Teach for America exerce des pressions sur ses jeunes enseignants en les menaçant d'exercer des rétentions sur leurs salaires à hauteur de plusieurs milliers de dollars (entre 2000 et 10 000 dollars) s'ils prennent part à la grève. En réponse, plus de 300 anciens membres adressent à la direction de TFA une lettre ouverte de protestation pour dénoncer cette entorse à l'éthique et aux valeurs affichées par l'organisation, puisque la direction forçait ses membres à prendre une décision politique. Jack Hardy, porte-parole de Teach for America, évoque un malentendu,.